# Liste der Kulturdenkmale in Ottendorf (Thüringen)
Die Liste der Kulturdenkmale in Ottendorf (Thüringen) umfasst die als Einzeldenkmale, Bodendenkmale und Denkmalensembles erfassten Kulturdenkmale auf dem Gebiet der Gemeinde Ottendorf im thüringischen Saale-Holzland-Kreis (Stand: Februar 2020). Die Angaben in der Liste ersetzen nicht die rechtsverbindliche Auskunft der zuständigen Denkmalschutzbehörde.

## Legende
- Bild: zeigt ein Bild des Kulturdenkmals und gegebenenfalls einen Link zu weiteren Fotos des Kulturdenkmals im Medienarchiv Wikimedia Commons
- Bezeichnung: Name, Bezeichnung oder die Art des Kulturdenkmals
- Lage: Wenn vorhanden Straßenname und Hausnummer des Kulturdenkmals; Grundsortierung der Liste erfolgt nach dieser Adresse. Der Link Karte führt zu verschiedenen Kartendarstellungen und nennt die Koordinaten des Kulturdenkmals.
 Kartenansicht, um Koordinaten zu setzen – in dieser Kartenansicht sind Kulturdenkmale ohne Koordinaten mit einem roten bzw. orangen Marker dargestellt und können in der Karte gesetzt werden. Kulturdenkmale ohne Bild sind mit einem blauen bzw. roten Marker gekennzeichnet, Kulturdenkmale mit Bild mit einem grünen bzw. orangen Marker.
- Datierung: gibt das Jahr der Fertigstellung beziehungsweise das Datum der Erstnennung oder den Zeitraum der Errichtung an
- Beschreibung: bauliche und geschichtliche Einzelheiten des Kulturdenkmals, vorzugsweise die Denkmaleigenschaften
- ID: Die ID identifiziert das Kulturdenkmal eindeutig. In Thüringen sind aktuell keine IDs veröffentlicht. In der ID-Spalte kann sich auch folgendes Icon  befinden, dies führt zu Angaben zu diesem Kulturdenkmal bei Wikidata.

## Kulturdenkmale in Ottendorf
| Bild                           | Bezeichnung                                                     | Lage                      | Datierung | Beschreibung                                    | ID |
| ------------------------------ | --------------------------------------------------------------- | ------------------------- | --------- | ----------------------------------------------- | -- |
| weitere Bilder Fotos hochladen | Kirche St. Trinitatis mit Ausstattung, Kirchhof und Einfriedung | Dorfstraße (Karte)        |           |                                                 |    |
| BW                             | „Todesmarsch“-Gedenkstein                                       | Friedhof (Karte)          |           |                                                 |    |
| BW                             | ehemaliger Gutshof, ehemalige Gaststätte                        | Dorfstraße 6, 7 (Karte)   |           | Saalbau mit Bühne und Ausstattung               |    |
| BW                             | Gehöft                                                          | Dorfstraße 8 (Karte)      |           |                                                 |    |
| BW                             | Gehöft                                                          | Dorfstraße 15 (Karte)     |           |                                                 |    |
| BW                             | Gehöft                                                          | Dorfstraße 19 (Karte)     |           |                                                 |    |
| BW                             | Gehöft                                                          | Dorfstraße 21 (Karte)     |           |                                                 |    |
| BW                             | Pfarrei                                                         | Dorfstraße 51 (Karte)     |           | Pfarrhaus mit Nebengebäude und Einfriedung      |    |
| BW                             | Wohnhaus mit Nebengebäude                                       | Dorfstraße 52 (Karte)     |           |                                                 |    |
| BW                             | Ottendorfer Mühle                                               | Dorfstraße 57 (Karte)     |           | Mühlengebäude mit Ausstattung                   |    |
| BW                             | Feuerwehrgerätehaus                                             | vor Dorfstraße 71 (Karte) |           |                                                 |    |
| BW                             | Untermühle                                                      | Dorfstraße 81 (Karte)     |           | Mühlengebäude mit Ausstattung und Mühlentechnik |    |